# Suðuroy (région)

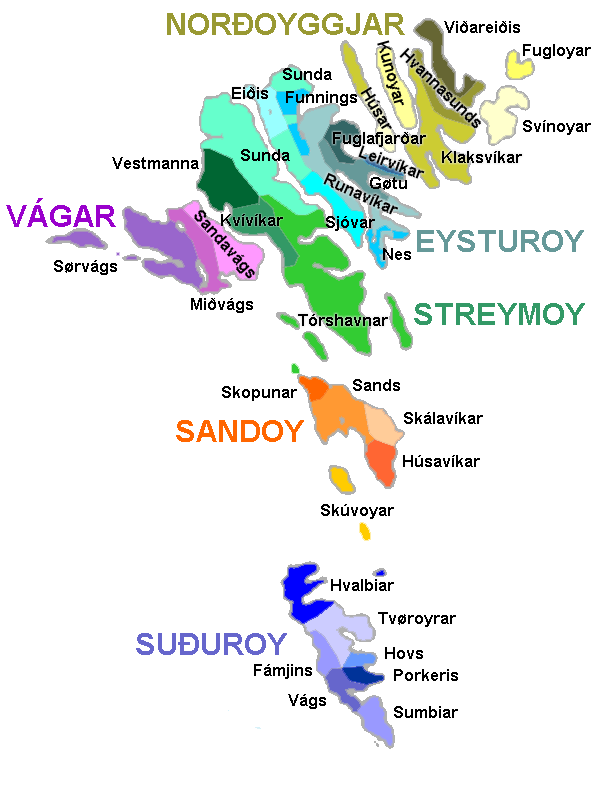
Carte des îles Féroé indiquant leur découpage en communes et région avant 2005.

La région de Streymoy est l'une des six régions administratives des îles Féroé s'étendant sur  les îles de Suðuroy et Lítla Dímun.
Son territoire comprend donc sept communes : Fámjin, Hov, Hvalba, Porkeri, Sumba, Tvøroyri et Vágur.